# Frans Stracké
Franciscus Xaverius "Frans of Franz" Stracké sr. (Dorsten, 5 mei 1820 - Baarn, 26 maart 1898) was een Nederlandse beeldhouwer van Duitse afkomst.

## Leven en werk
Hij was de zoon van Ignatius Johannes Stracké, een Duitse kunstschilder en beeldhouwer die zich in Arnhem vestigde. Hij was de jongere broer van Jean Theodore en Gottfried die beiden ook beeldhouwer werden. Frans Stracké kreeg les in de beeldhouwkunst van zijn vader, toen zij nog in Berlijn hun atelier hadden. Eenmaal in Arnhem was Stracké lange tijd verbonden aan de werkplaats van zijn vader, waar hij vooral religieuze beelden maakte. Ook werd hij waarschijnlijk ingezet voor het maken van modellen voor het Arnhemse Twiss & Co. Van 1852 tot en met 1870 was hij tevens leraar boetseren aan het Arnhemse Teeken- en Bouwkundig Genootschap Kunstbeoefening.
De tekenaar Alexander Ver Huell gaf hem de opdracht om het praalgraf voor de familie te maken. Het is via diezelfde Ver Huell dat Stracké in 1868 als hoogleraar werd aangesteld bij de Amsterdamse Koninklijke Akademie van Beeldende Kunsten, in 1870 vervangen door de Rijksakademie voor Beeldende Kunsten, als opvolger van Louis Royer.  Daar hield hij vooral vast aan de stijl van de beeldhouwkunst uit zijn jeugd.
Frans Stracké trouwde in 1847 met Johanna Geertruida Verwaijen (1814-1877); het echtpaar kreeg twee zoons, Franciscus Xaverius Stracké (1850-1888) en de schilder Louis (Lodevikus Ignatius) Stracké (1856-1934), en een dochter Maria Geertruida Johanna Stracké (1850-1923). In mei 1878 hertrouwde hij met zijn leerlinge Sara Hendrina Josina van Bosse (1837-1922).
In 1890 werd Stracke eervol ontslag verleend en verhuisde het echtpaar naar huize Eemwijk in Baarn, waarvan hij de stal als atelier gebruikte. Het echtpaar Stracke meerdere buitenlandse reizen, onder andere naar Italie. Reeds vanuit Amsterdam bezocht Stracke het Duitse kuuroord Wiesbaden. Omdat het beeldhouwen hem steeds zwaarder viel, legde hij zich in zijn laatste jaren toe op schilderen. 
Na zijn overlijden op 26 maart 1898 werd Stracke begraven op de Rooms-Katholieke Begraafplaats aan de Kerkstraat. Nadat in 1823 zijn dochter Maria in hetzelfde graf was begraven, werd de grafsteen in 2004 overgebracht naar de Baarnse Nieuwe Algemene Begraafplaats.
Hij moet niet verward worden met zijn zoon Frans jr. en Frans (Franciscus Leonardus) Stracké, de zoon van zijn broer Jean Theodore Stracké.

## Werken (selectie)

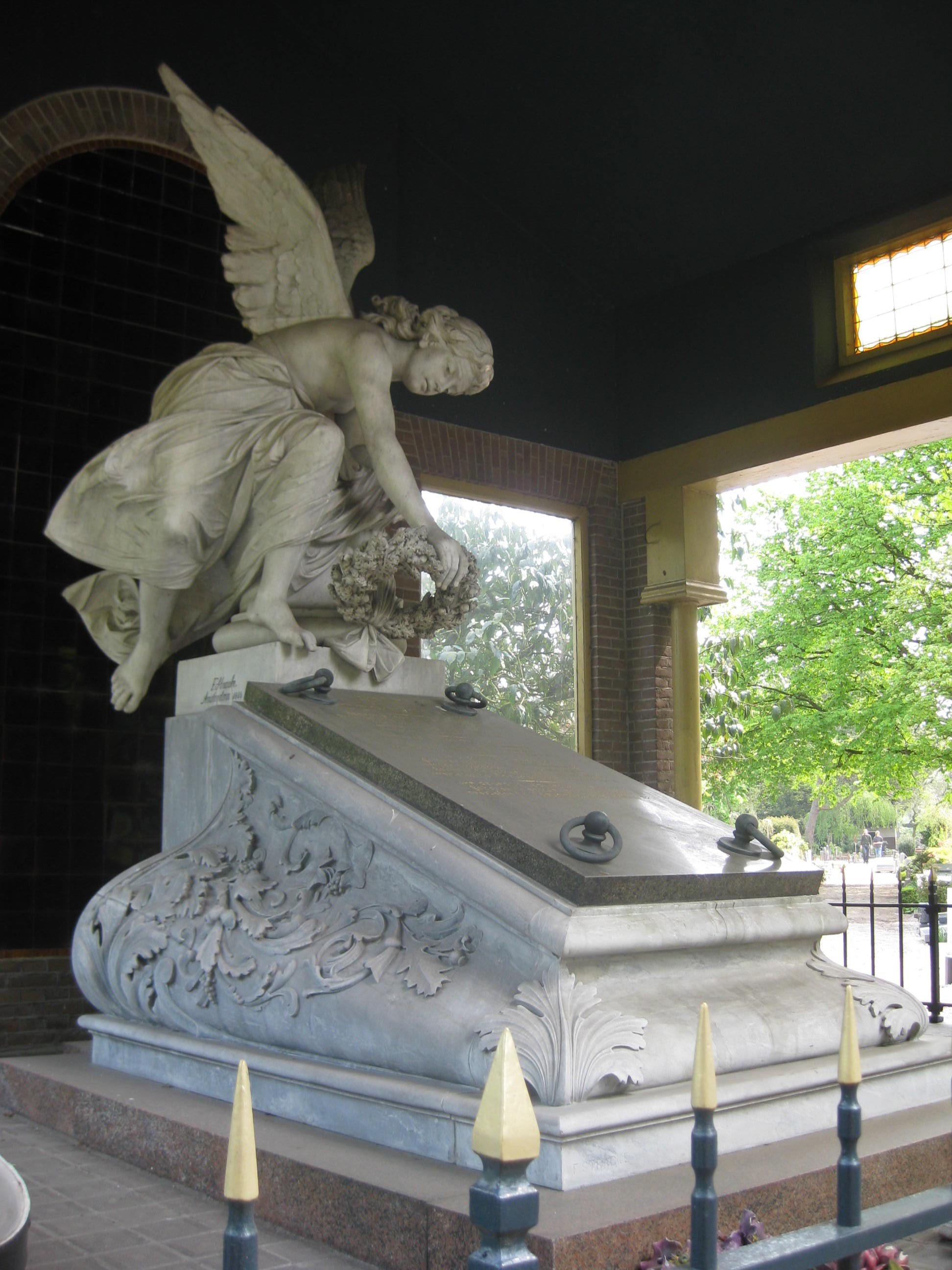
Door Frans Stracké in 1886 ontworpen beeld op het praalgraf van de familie Dorrepaal

Stracké legde zich de eerste jaren vooral toe op kerkelijke kunst in de (neo)gotische stijl. Zo bestaan er talrijke grafmonumenten van zijn hand. Tot de meer dan 150 geïnventariseerde werken van Stracké behoren portretbustes, gebeeldhouwde meubelen en medaillons.
- Medaillons en houten gevelbeelden Arti et Amicitiae (1855), Rokin, Amsterdam[1]
- Grafmonument familie Ver Huell (1861), Doesburg. Ontwerp Alexander Ver Huell
- Grafmonument van Jan Willem Pieneman, De Nieuwe Ooster, Amsterdam
- Buste Sara (naar het evenbeeld van de actrice Sarah Bernhardt), collectie Rijksmuseum Amsterdam (voor 1870)
- Reliëf ter nagedachtenis aan Jacob van Lennep (1870), Keizersgracht 560, Amsterdam[2]
- Marmeren buste van prof. F.A.W. Miquel (1871) voor de academische kruidentuin in Utrecht
- Grafmonument van Everhardus Johannes Potgieter, De Nieuwe Ooster, Amsterdam
- Kaiser-gedenkteken (1875) in de sterrenwacht van Leiden
- Alcmaria Victrix (1876), Victoriapark, Alkmaar
- Buste Minerva (1880), Oudemannenhuis aan de Kloveniersburgwal in Amsterdam
- Buste prins Hendrik (1885), Prins Hendrikkade, Amsterdam
- Grafmonument van de familie Dorrepaal (1886), Zorgvlied, Amsterdam
- Reliëfs Generaal H.G. Seelig en I.P. Delprat, Koninklijke Militaire Academie, Breda
- Gedenkteken Generaal Seelig bij Laurentiuskerk (Ginneken)
- Gedenkteken dr. Winand Staring, Losser
- Grafmonument Frederik Hendrik Hendriks, Oosterbeek